# Smedsböle, Sund
Smedsböle är en by i Sunds kommun på Åland med 63 invånare (2023). Den ligger invid landsvägen söder om sjöarna Östra och Västra Kyrksundet och består huvudsakligen av åkermark, skog och berg.
I Smedsböle finns ett av Sunds kommuns tre planerade bostadsområden. På byns mark ligger också idrottsplanen Sportkila, hemmaplan för Sunds Idrottsförening r.f. (SIF). I klubblokalen finns biljardbord och pingisbord.
På Åland är namnet Smedsböle mest bekant genom den radio- och tv-mast, kallad Smedsbölemasten, som står på byns mark och är synlig över stora delar av landskapet. Ålands Radio och TV använder den för en del av sina utsändningar.

## Historia
Smedsböle är tillsammans med grannbyarna Domarböle, Jussböle och Svensböle medeltida nybyggen, anlagda på utmark som tillhört områdets äldsta by, Finby.
Bynamnet är sammansatt av en yrkesbeteckningen  smed samt ordet böle i betydelsen ’gård’ eller ’nybygge’.
Byn omtalas första gången i skatteböckerna på 1530-talet som Smedszbölä. Det finns också tidigare belägg, det äldsta från 1410, som lyder enbart Böle och som anses syfta på byarna Smedsböle, Svensböle och Domarböle. På 1530-talet verkar ägoförhållandena i området ha varit ganska röriga. Bönderna noterades omväxlande i olika byar olika år. Dessutom nämns 1537 en gård Mörsaböle som ska ha varit en del av Smedsböle, men som inte omtalas senare.
Enligt skattelängderna fanns på 1500-talet och under de första decennierna på 1600-talet tre bönder i Smedsböle. Runt 1640 minskade antalet gårdar till två genom att den minsta slogs samman med den näst minsta. 
Ännu i mitten på 1700-talet hade Domarböle, Svensböle och Smedsböle gemensam utmark (skog och mulbete), vilket framgår av en lantmäterikarta från 1750. Det visar att byarna hade ett gemensamt ursprung och att bybildningsprocessen ännu inte var helt avslutad. 
På 1800-talet hade de två gårdarna beteckningarna nr 1 Östergård och nr 2 Västergård.
Smedsböle hörde till Sunds församling fram till 1985, därefter till Sund-Vårdö församling och ingår sedan 2022 i Norra Ålands församling.

## Befolkningsutveckling
| Befolkningsutvecklingen i Smedsböle 1970–2020 | Befolkningsutvecklingen i Smedsböle 1970–2020 | Befolkningsutvecklingen i Smedsböle 1970–2020 | Befolkningsutvecklingen i Smedsböle 1970–2020 | Befolkningsutvecklingen i Smedsböle 1970–2020 |
| --------------------------------------------- | --------------------------------------------- | --------------------------------------------- | --------------------------------------------- | --------------------------------------------- |
|                                               |                                               |                                               |                                               |                                               |
| År                                            |                                               |                                               | Folkmängd                                     |                                               |
| 1970                                          | 1970                                          |                                               | 37                                            |                                               |
| 1980                                          | 1980                                          |                                               | 71                                            |                                               |
| 1990                                          | 1990                                          |                                               | 83                                            |                                               |
| 2000                                          | 2000                                          |                                               | 88                                            |                                               |
| 2010                                          | 2010                                          |                                               | 74                                            |                                               |
| 2020                                          | 2020                                          |                                               | 71                                            |                                               |